# Poecilocloeus nigrithorax
Poecilocloeus nigrithorax är en insektsart som beskrevs av Marius Descamps 1980. Poecilocloeus nigrithorax ingår i släktet Poecilocloeus och familjen gräshoppor. Inga underarter finns listade i Catalogue of Life.